# Pénurie de coton du Lancashire

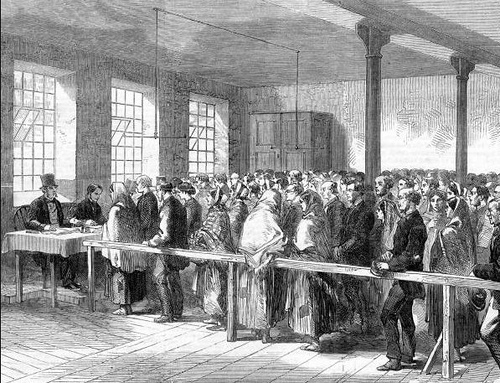
Illustration de presse datant de 1862 montrant la population attendant de recevoir de quoi se nourrir dans un bureau de district de la Provident Society.

La pénurie de coton du Lancashire (en anglais Lancashire Cotton Famine), aussi connue sous le nom de panique du coton (en anglais Cotton Panic) est une dépression dans l'industrie du textile de l'Angleterre du Nord-Ouest, provoquée par l'interruption de l'importation du coton en balles du fait de la guerre de Sécession (1861 - 1865), au cours de laquelle les cours de la fibre blanche connaitront une multiplication par six.